# Juegos Olímpicos de Tokio 1964
Los Juegos Olímpicos de Tokio 1964, oficialmente conocidos como los Juegos de la XVIII Olimpiada, fueron un evento multideportivo internacional celebrado en Tokio, Japón, entre el 10 de octubre y el 24 de octubre de 1964. Después de que Tokio no hubiese podido albergar la edición de 1940, esta era la primera ocasión en la que los Juegos Olímpicos tenían lugar en Asia.
Los Juegos fueron la carta de presentación de Japón ante la comunidad internacional, dos décadas después de los efectos de la Segunda Guerra Mundial, y en términos generales se considera que fueron un éxito organizativo. En el entorno del Estadio Olímpico —inaugurado para los Juegos Asiáticos de 1958— se construyeron modernas instalaciones como el Gimnasio Nacional Yoyogi y el Nippon Budokan. Además, parte del dinero fue invertido en modernizar todas las infraestructuras del país, entre ellas el «tren bala» entre Tokio y Osaka. A nivel tecnológico fueron los primeros Juegos Olímpicos transmitidos vía satélite.
En total participaron 5151 atletas —4473 hombres y 678 mujeres— de 93 comités nacionales, que compitieron en 163 eventos de veintiún deportes —diecinueve del programa olímpico y dos de demostración—. Hubo quince países debutantes y se estrenaron disciplinas como el judo, el voleibol y el pentatlón moderno femenino. Por primera vez se prohibió la participación de Sudáfrica por las políticas racistas del apartheid, luego de que el gobierno de ese país se negara a enviar un equipo multirracial. Además, Indonesia y Corea del Norte abandonaron el certamen por el veto del Comité Olímpico Internacional a todos los deportistas que habían participado en los Juegos de las Fuerzas Emergentes de 1963.
Estados Unidos fue líder del medallero con 90 preseas —36 oros, 26 platas y 28 bronces—, seguida de la Unión Soviética con 96 metales —30 oros, 31 platas y 35 bronces—. Japón llevó a cabo un plan de profesionalización deportiva que le llevó al mejor desempeño de su historia olímpica: 29 medallas, 16 de ellas de oro. Hubo actuaciones destacadas como el segundo triunfo en maratón del etíope Abebe Bikila; los cuatro oros en natación de Don Schollander y el tercero consecutivo de Dawn Fraser; la victoria imbatida de Osamu Watanabe en lucha libre, la competencia en gimnasia artística entre Věra Čáslavská y Larisa Latýnina, el oro del judoca neerlandés Anton Geesink, y la presencia del boxeador Joe Frazier, campeón del peso pesado.
Tras su conclusión, se realizaron los II Juegos Paralímpicos en la misma ciudad del 3 al 13 de noviembre. Con el paso del tiempo Japón ha organizado dos Juegos Olímpicos de Invierno (1972 y 1998) y Tokio ha repetido como sede de verano en los Juegos Olímpicos de 2020.

## Elección

### Antecedentes
Tokio, la capital de Japón, ya había obtenido la organización de los Juegos Olímpicos de 1940, pero tuvo que renunciar a ellos en 1938 por el estallido de la segunda guerra sino-japonesa. Al término de la Segunda Guerra Mundial, que paralizó los Juegos Olímpicos durante doce años, el Comité Olímpico Internacional (COI) no permitió que Alemania ni Japón concurrieran en los Juegos Olímpicos de Londres 1948 por su anterior papel como fuerzas del Eje. No obstante, el Comité Olímpico Japonés (JOC) mantuvo contactos con el COI a través de su presidente y dirigente de la Asociación de Deportistas Amateur, Ryotaro Azuma, quien jugó un papel fundamental para que Japón reingresara en 1950.
Tanto el gobierno japonés como el JOC consideraban que una candidatura olímpica supondría el resurgir de Japón en el escenario internacional, así como recuperar la oportunidad perdida de la edición de 1940. Tras la rendición del imperio japonés en 1945, el archipiélago había permanecido ocupado por las fuerzas aliadas hasta 1952. Durante ese tiempo el país se transformó en un estado democrático que llevó a cabo reformas económicas, educativas y una purga de los criminales de guerra, así que el evento suponía la apertura de la nueva Japón al resto del mundo.

### Candidatura
En mayo de 1952, la asamblea metropolitana de Tokio aprobó por unanimidad la presentación de una candidatura para los Juegos Olímpicos de 1960. Esta decisión coincidió con el regreso de Japón a la cita olímpica para Helsinki 1952. Al año siguiente la Cámara de Representantes de Japón apoyó la propuesta municipal, y en 1954 el gobierno municipal sacó adelante una moción que reclamaba la construcción de un estadio olímpico. La candidatura tokiota no obtuvo los apoyos necesarios y los Juegos Olímpicos de 1960 recayeron en Roma (Italia). No obstante, los japoneses aprovecharon la concesión de los Juegos Asiáticos de 1958 para construir el Estadio Olímpico de Tokio y ganar experiencia organizativa.
El 10 de octubre de 1955, Tokio volvió a postularse para organizar los Juegos Olímpicos de 1964, con una candidatura que de nuevo contó con el apoyo de todos los estamentos. Los japoneses corrigieron los errores que les habían llevado a perder la primera votación, intensificaron el trabajo diplomático, y se valieron de los Juegos Asiáticos de 1958 para celebrar la 54.ª Sesión del COI en Tokio, donde pidieron al presidente Avery Brundage que tuviera en cuenta la rotación continental. El responsable de la candidatura era Masaji Tabata, presidente de la Federación Japonesa de Natación. Ryotaro Azuma dejó la presidencia del JOC en 1959 para convertirse en el gobernador de Tokio y fue sustituido por Juichi Tsushima.

### Votación

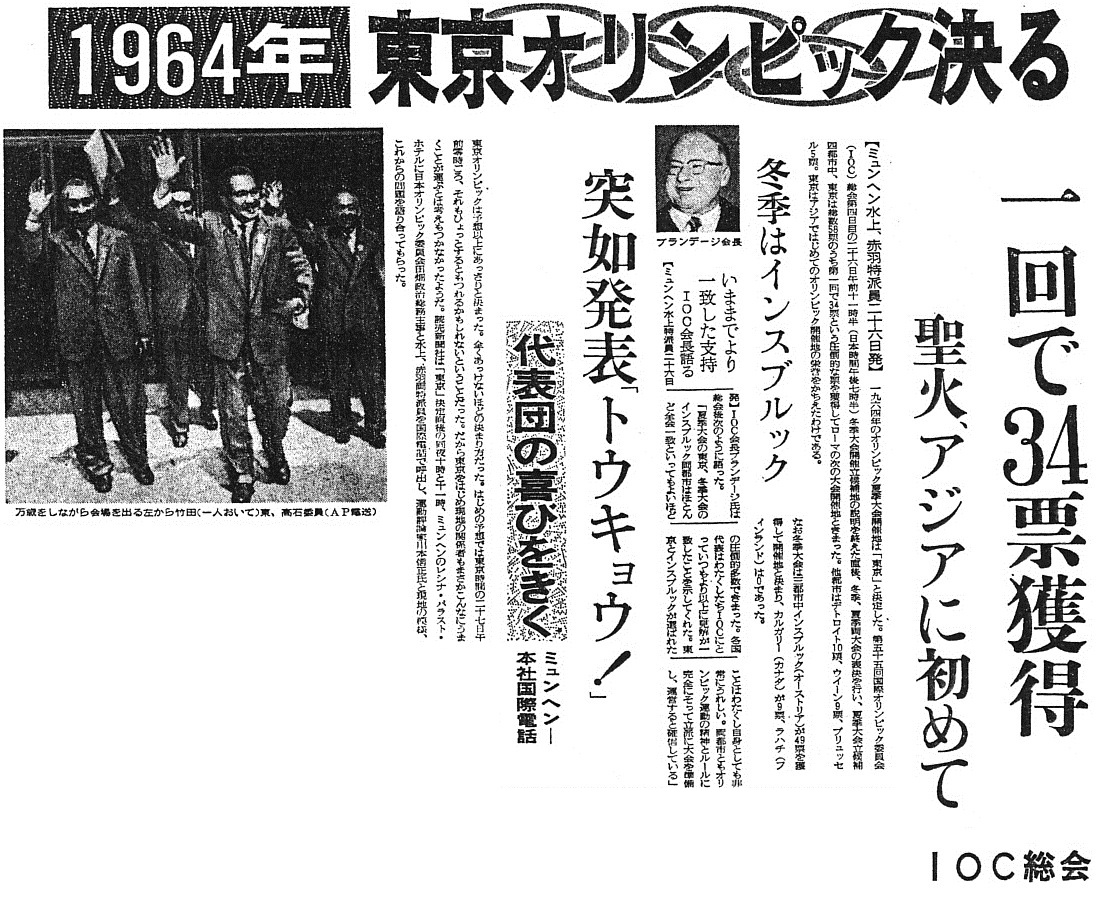
Recorte del Yomiuri Shimbun con la elección de Tokio como sede de los Juegos Olímpicos de Verano de 1964.

La votación de sede tuvo lugar en la 55.ª Sesión del Comité Olímpico Internacional, celebrada en Múnich el 26 de mayo de 1959. Tokio partía como favorita y se enfrentaba a las candidaturas de Detroit, Viena y Bruselas. Los miembros del COI tuvieron en cuenta el éxito organizativo de los Juegos Asiáticos y el hecho de que Asia nunca hubiese albergado los Juegos Olímpicos, por lo que la capital japonesa cumplió los pronósticos y se impuso en la primera ronda con mayoría absoluta, 34 votos de 56.
| 55ª Sesión del Comité Olímpico Internacional 26 de mayo de 1959, Múnich, Alemania Occidental |          |
| Ciudad                                                                                       | Votación |
| Tokio (JPN)                                                                                  | 34       |
| Detroit (USA)                                                                                | 10       |
| Viena (AUT)                                                                                  | 9        |
| Bruselas (BEL)                                                                               | 5        |

## Organización

### Comité Organizador

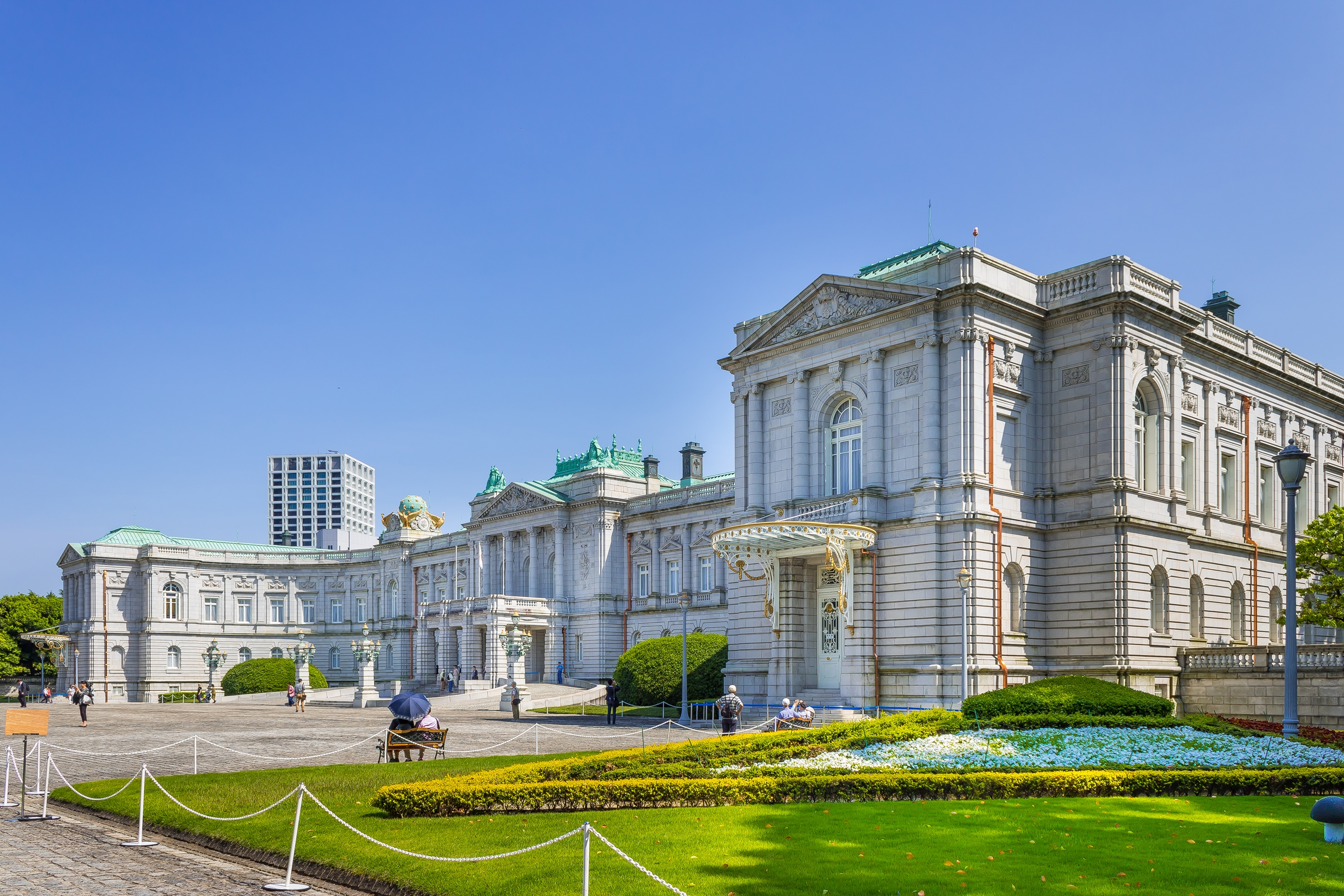
Exterior del palacio de Akasaka.

El Comité Organizador de Tokio 1964 fue constituido el 30 de septiembre de 1959, cuatro meses después de la firma del contrato con el COI. La asamblea general estaba compuesta por miembros representativos del deporte y de las instituciones japonesas. En un primer momento su máximo dirigente fue Juichi Tsushima, en calidad de presidente del JOC, mientras que Masaji Tabata asumió la secretaría general. Por otro lado, el emperador Hirohito fue nombrado patrón de los Juegos Olímpicos y Ryotaro Azuma continuó siendo el gobernador tokiota hasta 1965.
La composición del Comité se vio alterada por la crisis de los Juegos Asiáticos de 1962, en los que Indonesia había vetado la participación de Israel y República de China por razones políticas. El COI suspendió la membresía de los indonesios sin consultar con el Comité Organizador, razón por la que Tsushima y Tabata —partidarios de una solución pactada— fueron depuestos de sus respectivos cargos el 3 de octubre de 1962. El príncipe Tsuneyoshi Takeda tuvo que asumir la presidencia del JOC; Daigoro Yasukawa fue nombrado presidente del Comité Organizador, y Shigeru Yosano se ocupó de la secretaría general. Todos ellos mantuvieron el cargo hasta la disolución del Comité.
Al principio la sede de trabajo fue el edificio Memorial Kishi de Shibuya, donde se encontraban la mayoría de federaciones deportivas japonesas. Entre 1961 y 1964 las oficinas se trasladaron al Palacio de Akasaka, para volver finalmente al Memorial Kishi en el transcurso de los Juegos.

### Eventos y fechas
El Comité Organizador había asumido la incorporación del voleibol que el resto de países habían aprobado en 1959. Dos años más tarde, en la 57.ª Sesión del COI, el JOC defendió una propuesta de la Federación Internacional de Judo para que el judo se convirtiera en deporte olímpico, medida que salió adelante con 39 votos a favor y dos en contra. Esto elevaba el número de pruebas a veintidós, por lo que el COI sugirió reducirlas a dieciocho para evitar problemas organizativos. Los comités nacionales tuvieron en cuenta aspectos como la tradición olímpica y la popularidad de cada deporte en los países asiáticos, por lo que al final se eliminaron solo dos pruebas: el tiro con arco y el balonmano.
Para la celebración de los Juegos Olímpicos se barajaron tres fechas: a comienzos de mayo, entre julio y agosto, y a mediados de octubre. El Comité Organizador sugirió celebrarlos en mayo, pero este periodo fue descartado porque muchos de los deportistas eran estudiantes y coincidía con el final del curso académico. Rechazados también el verano por las altas temperaturas y la humedad, así como el mes de septiembre por coincidir con la temporada de tifones, al final se optó por celebrarlos del 10 de octubre al 24 de octubre de 1964. Las fechas definitivas fueron confirmadas en la 59.ª Sesión del COI.

### Finanzas

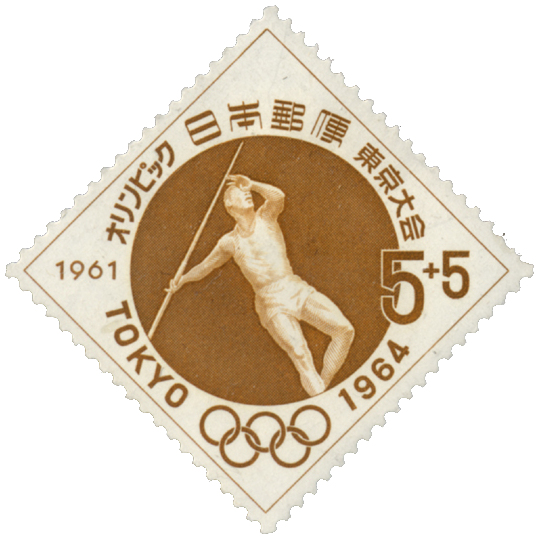
Sello japonés conmemorativo de los Juegos Olímpicos de 1964.

Los Juegos tuvieron un costo total de 1 926 000 000 dólares entre gastos directos e indirectos, siendo los más costosos hasta esa fecha. El gasto del Comité Organizador ascendió a 9946 millones de yenes —27 627 778 dólares—, cubiertos en su mayoría con donaciones, subvenciones estatales, venta de entradas, merchandising, patrocinios, y venta de derechos de televisión. Solo el coste de las instalaciones ascendió a 16 588 millones de yenes —46 077 777 dólares—.
La mayor partida correspondió al gasto de infraestructuras, que fue asumido por las administraciones y que llega a superar los 960 800 millones de yenes —2 668 888 889 dólares— si se incluyen todas las obras realizadas hasta esa fecha. Tanto el gobierno como la organización habían asumido que los Juegos podían beneficiar al desarrollo de Japón, y se contemplaron obras importantes como la renovación del sistema de aguas de la capital, la mejora de la red vial, la remodelación de barrios, la transformación del entorno de Yoyogi, y el tren de alta velocidad. Todas estas obras forman parte del desarrollo económico de Japón durante la reconstrucción y sirvieron para transformar el entorno urbano de Tokio.

### Transportes
Uno de los mayores problemas a los que se enfrentó la candidatura era el tráfico y el acceso al propio país. En aquella época, Tokio era una ciudad con más de diez millones de habitantes y un millón de vehículos matriculados, por lo que los embotellamientos eran habituales y podían amenazar el transporte de los atletas. Además, en aquella época la mayoría de delegaciones tenían que hacer escala en otros países para llegar a Japón. El Comité Organizador estableció un departamento logístico que controlaba la llegada de las delegaciones, mientras que el gobierno metropolitano impuso cortes de tráfico en determinadas zonas próximas al Estadio Olímpico para facilitar el acceso a los atletas y al resto de miembros.
El gobierno japonés aprovechó el evento para mejorar las infraestructuras de transporte en la isla de Honshu. Se construyeron autopistas y carreteras, entre ellas un monorrail que conectaba con el aeropuerto de Haneda, y se inauguró una línea de tren de alta velocidad, la Tōkaidō Shinkansen, que conectaba Tokio con Osaka en cuatro horas de viaje.

## Sedes

### Instalaciones

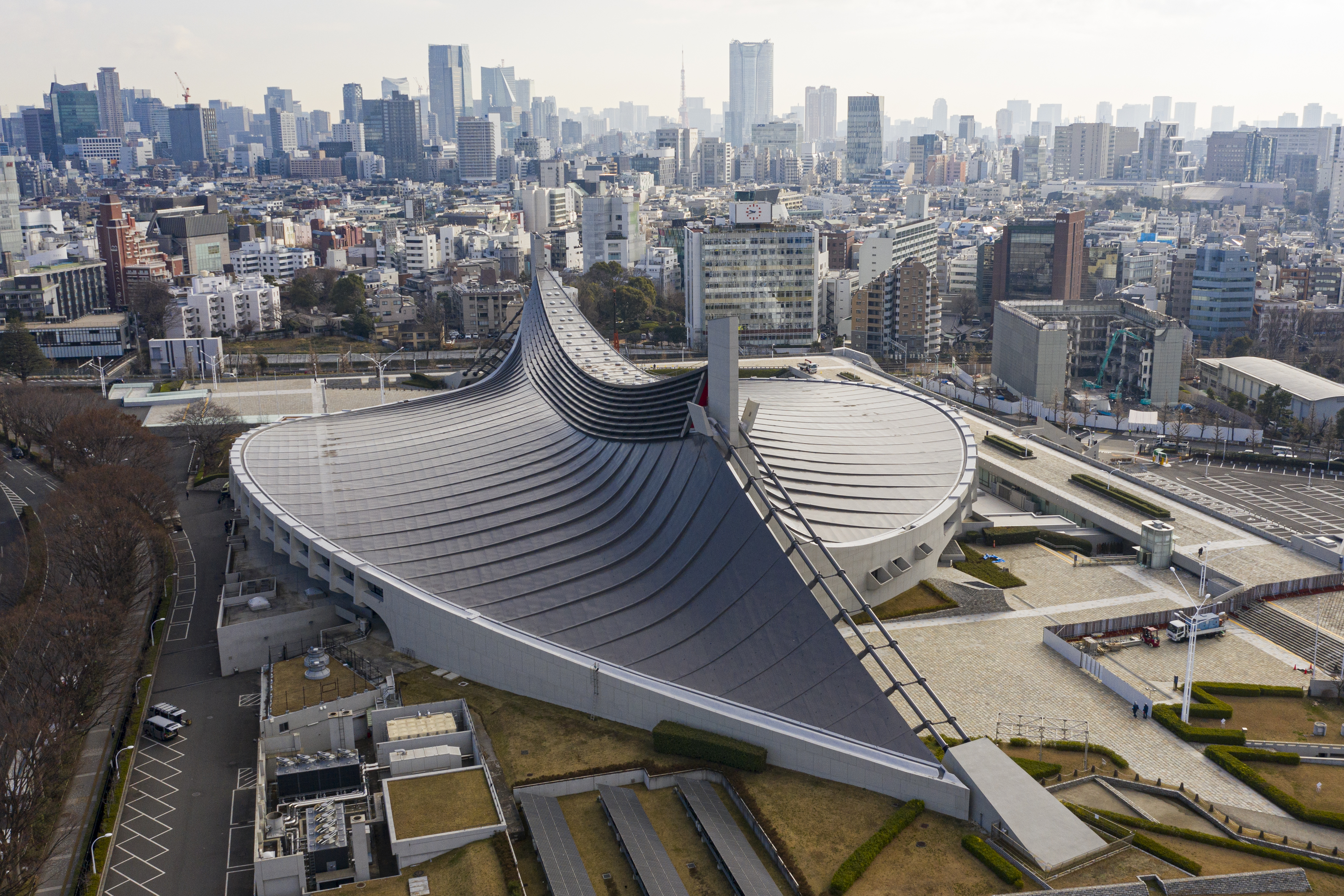
Vista aérea del Gimnasio Nacional Yoyogi.

Se utilizaron 30 instalaciones deportivas para la realización de los Juegos, incluyendo las subsedes olímpicas. Aunque el Estadio Olímpico ya estaba hecho antes de la concesión, hubo que construir 17 nuevos recintos y cinco sedes temporales. El resto de las obras fueron ampliaciones o reconstrucciones de estadios ya existentes.
El parque olímpico de Meiji está situado en Shibuya, a menos de cinco kilómetros de la villa olímpica. El Estadio Olímpico de Tokio, inaugurado con motivo de los Juegos Asiáticos de 1958, disponía de un aforo para 71.000 espectadores y albergó las ceremonias de apertura y clausura, así como las competiciones de atletismo, fútbol y saltos de equitación. A pocos metros de allí se encuentra el Gimnasio Metropolitano de Tokio, que acogió las pruebas de gimnasia y natación, y el estadio Chichibunomiya. Cerca de la villa olímpica se instaló el nuevo Gimnasio Nacional Yoyogi, con una innovadora cubierta suspendida diseñada por Kenzō Tange, sobre unos antiguos terrenos de uso militar.

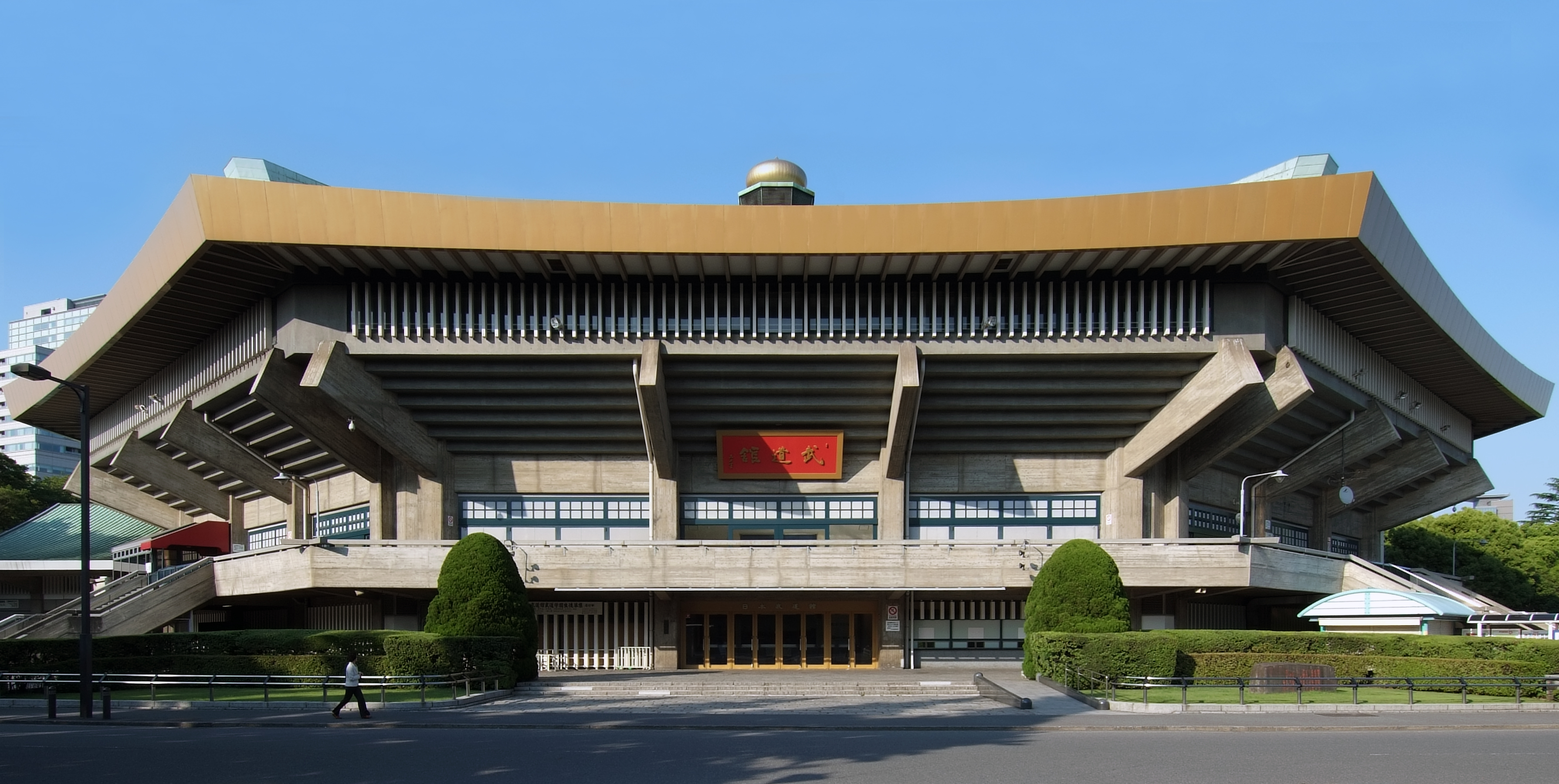
Fachada del Nippon Budokan, uno de los recintos construidos con motivo de Tokio 1964.

El parque olímpico de Komazawa, situado en el distrito de Setagaya, está situado a nueve kilómetros de la villa olímpica y fue construido como una futura zona verde dentro de la capital. El complejo cuenta con un estadio de fútbol, campos de hockey, una pista de voleibol y un pabellón multiusos. Dentro del perímetro de la ciudad se encontraban también dos nuevas instalaciones: el Pabellón Korakuen, habilitado para boxeo, y el Nippon Budokan, dedicado a las pruebas de judo y con diseño de Mamoru Yamada. El Budokan fue cedido a la Asociación de Artes Marciales Japonesas cuando los Juegos terminaron y se ha convertido en uno de los estadios más icónicos de la capital, tanto por los deportes de combate como por sus conciertos.
La organización quiso que los Juegos Olímpicos tuvieran repercusión más allá de Tokio, por lo que el plan de nuevas instalaciones se aplicó en otras regiones. Las pruebas de vela se organizaron en la Bahía de Sagami mediante la construcción de un nuevo puerto marítimo en Enoshima; los eventos de piragüismo tuvieron lugar en el lago Sagami, en la prefectura de Kanagawa, y la competencia de equitación se desplazó a una sede temporal en Karuizawa, prefectura de Nagano. Se disputaron partidos de la fase preliminar de fútbol enYokohama (Estadio Mitsuzawa), Osaka (Estadio Nagai), Kioto (Estadio Nishikyogoku) y Ōmiya (Estadio Ōmiya).

### Villas Olímpicas
El Comité Organizador estableció la principal Villa Olímpica en Yoyogi, en el distrito de Shibuya, sobre unos terrenos que anteriormente habían pertenecido al ejército imperial. Después de que se produjera la rendición de Japón en 1945, los estadounidenses habían construido un complejo residencial conocido como Washington Heights, que se mantuvo habitado hasta el Tratado de San Francisco de 1952. Después de obtener los Juegos, las autoridades japonesas negociaron con Estados Unidos la cesión de esos terrenos para construir el futuro parque Yoyogi, el Gimnasio Nacional y un centro de prensa que posteriormente sería cedido a la radiodifusora NHK.
La Villa Olímpica de Yoyogi cubría un área de 66 hectáreas y aprovechaba el entramado de Washington Heights para conectar las residencias con las sedes y los campos de entrenamiento. Había zonas diferenciadas para hombres y mujeres. La de hombres estaba compuesta por 249 viviendas de madera y diez edificios de cuatro plantas, con un total de 2848 habitaciones, y podía acoger un máximo de 5900 personas. Por otro lado, la de mujeres estaba compuesta por cuatro edificios de cuatro plantas, un total de 276 habitaciones para un máximo de 1008 atletas. Para atender sus necesidades se formó una plantilla compuesta por más de 6000 voluntarios. Todas las residencias eran temporales: al término de los Juegos Paralímpicos fueron derribadas —excepto una casa de madera reconvertida en museo— para dejar paso al parque Yoyogi, inaugurado en 1967.
Además hubo cuatro Villas Olímpicas específicas por cada prueba celebrada fuera del anillo olímpico: la Villa de Hachioji para ciclistas, la Villa del Lago Sagami para piragüismo; la Villa de Oiso para vela, y la Villa de Karuizawa para la equitación.

## Información e identidad

### Identidad olímpica

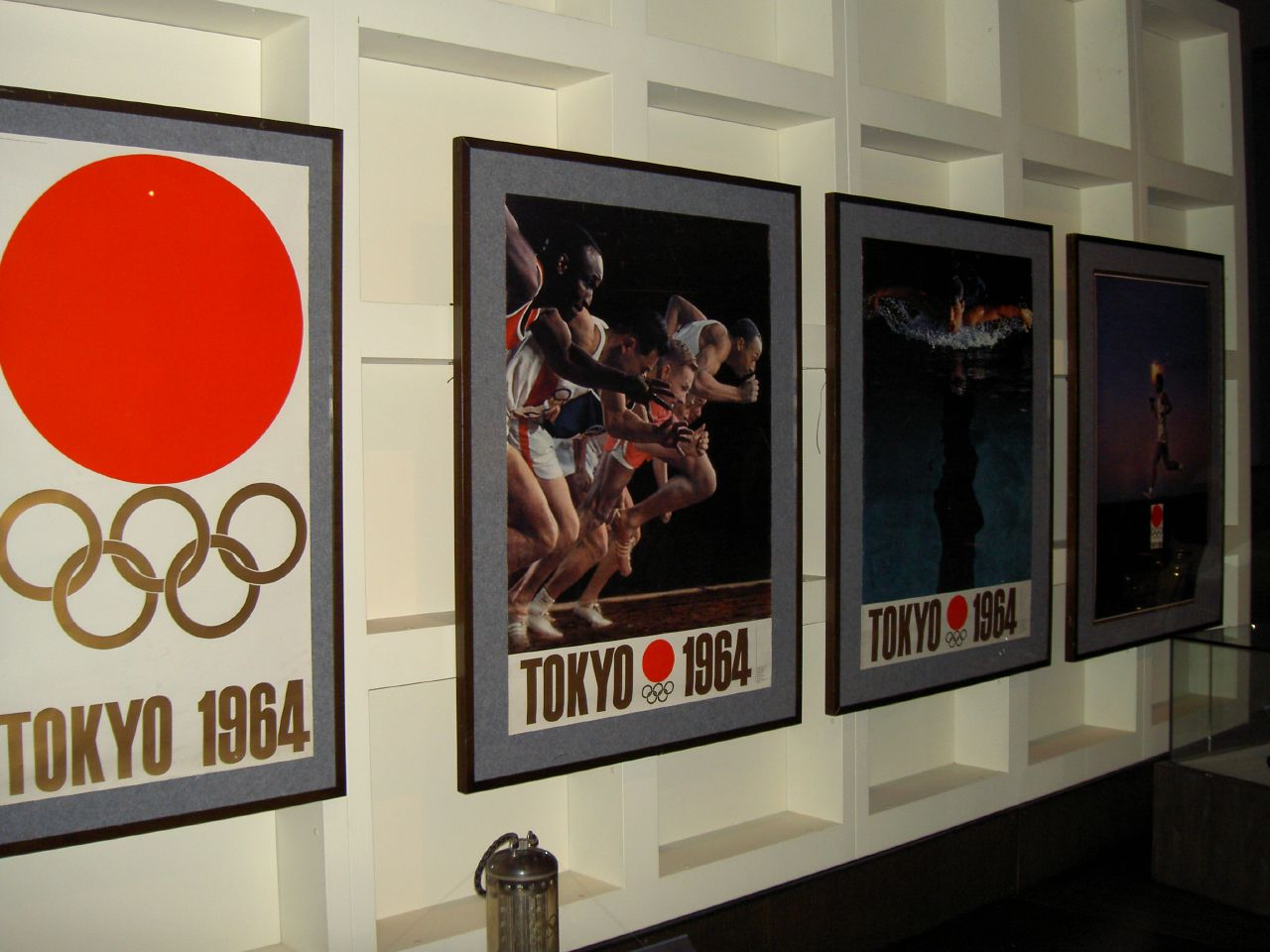
Conjunto de carteles de Tokio 1964.

El Comité Organizador encargó una serie de cuatro carteles a Yusaku Kamekura, uno de los referentes del diseño gráfico japonés en la posguerra. El primero de ellos se publicó en febrero de 1961 y terminó convirtiéndose en el logotipo de los JJ. OO.: en la parte superior aparece un disco solar rojo idéntico al de la bandera de Japón, que representa la salida del sol, y en la inferior figuran en dorado los anillos olímpicos y la leyenda «Tokyo 1964» en mayúsculas. La elección se enmarca en el contexto de recuperación de los símbolos nacionales después de la ocupación estadounidense. El resto de carteles oficiales mostraban imágenes de deportistas en acción: atletas en una carrera de velocidad, un nadador en estilo mariposa, y un corredor con la antorcha olímpica.
Los Juegos Olímpicos de 1964 fueron los primeros que consolidaron un sistema de pictogramas. El Comité Organizador era consciente de que el idioma japonés, con sinogramas y dos silabarios, podía resultar muy complicado para el resto de delegaciones, así que establecieron un modelo de comunicación no verbal que permitiera localizar las sedes con facilidad. Los diseñadores responsables de este aspecto fueron Masaru Katsumie (director artístico) y Yoshiro Yamashita (diseño gráfico). En total se hicieron 20 pictogramas de deportes y 39 de servicios generales.

### Medios de comunicación
El Centro Internacional de Prensa se instaló en el entorno del parque olímpico de Meiji, al lado del Gimnasio Nacional Yoyogi. El edificio fue construido con vistas a convertirse en la futura sede de la NHK, la Corporación de Radiodifusión Pública de Japón. Esta empresa pública se encargó también de producir la señal internacional. En Japón, las pruebas fueron emitidas entre NHK y las principales cadenas de televisión privadas. A nivel internacional se alcanzaron acuerdos con la Unión Europea de Radiodifusión (UER, Europa Occidental), la Organización Internacional de Radio y Televisión (OIRT, Europa Oriental), NBC (Estados Unidos), ABC (Australia) y CBC (Canadá).
Los JJ. OO. de Tokio fueron los primeros transmitidos en televisión por satélite gracias al lanzamiento del «Syncom 3» en agosto de 1964, fruto de la colaboración entre Japón y Estados Unidos. En total se transmitieron 32 horas de eventos en directo a través de este sistema, incluyendo las ceremonias de apertura y clausura.

## Recorrido de la antorcha olímpica

### Antorcha
La antorcha olímpica medía 65 cm y pesaba 826 gramos. El Comité Organizador tuvo en cuenta el diseño de los anteriores modelos para encargar una fácil de prender y que fuese resistente a climas adversos, por lo que se diseñó con forma cilíndrica con aleaciones de aluminio y revestimiento de acero inoxidable, rellenada con polvo de imprimación y fumigante para evitar problemas de combustible. Esta fue la última edición en la que los organizadores debían proveer todos los relevistas, casi todos con edades comprendidas entre los 16 y 20 años.
El modelo de Tokio 1964, fabricado por Nippon Koki Co., fue utilizado posteriormente en dos Juegos Olímpicos de Invierno: Sapporo 1972 y Sarajevo 1984.

### Recorrido
En un primer momento la organización quiso emular la ruta de la seda por todo el continente asiático, pero terminó descartándolo por problemas logísticos. En el Informe Oficial se recoge que hubo 100 603 relevistas en todo el recorrido, pero el Comité incluye en esa cifra a los relevistas, corredores de apoyo y reservas. Fuera de Japón participaron 870 relevistas.
De acuerdo con la tradición, el fuego olímpico fue encendido con los rayos del sol en el Templo de Hera en Olimpia el 21 de agosto de 1964, iniciando un breve recorrido por Grecia. Dos días más tarde fue transportado a Estambul (Turquía) para iniciar un recorrido en avión de 15 508 km por doce ciudades asiáticas: Estambul, Beirut (Líbano), Teherán (Irán). Lahore (Pakistán), Nueva Delhi (India), Rangún (Birmania), Bangkok (Tailandia), Kuala Lumpur (Malasia), Manila (Filipinas), Hong Kong, y Taipéi (República de China), donde se cerró el recorrido el 6 de septiembre.
La antorcha llegó a Naha, la capital de Okinawa, el 7 de septiembre de 1964. Allí se encendió otra llama que fue transportada a Chitose, Hokkaidō, para dividir el trayecto en cuatro rutas —dos al norte y dos al sur— que pasarían por todas las prefecturas del país. A grandes rasgos, el recorrido de esas rutas fue el siguiente:
1. Naha - Kagoshima - Kumamoto - Nagasaki - Fukuoka - Hiroshima - Nagano - Tokio
2. Naha - Kagoshima - Oita - Osaka - Kioto - Nagoya - Shizuoka - Tokio
3. Chitose - Sapporo - Hakodate - Aomori - Niigata - Saitama - Tokio
4. Chitose - Sapporo - Hakodate - Aomori - Sendai - Fukushima - Ibaraki - Chiba - Tokio

El 9 de octubre, un día antes de la inauguración, se celebró un acto cerca del Palacio Imperial donde los cuatro relevistas unificaron el fuego olímpico para el último tramo del recorrido por toda la capital.

## Participantes

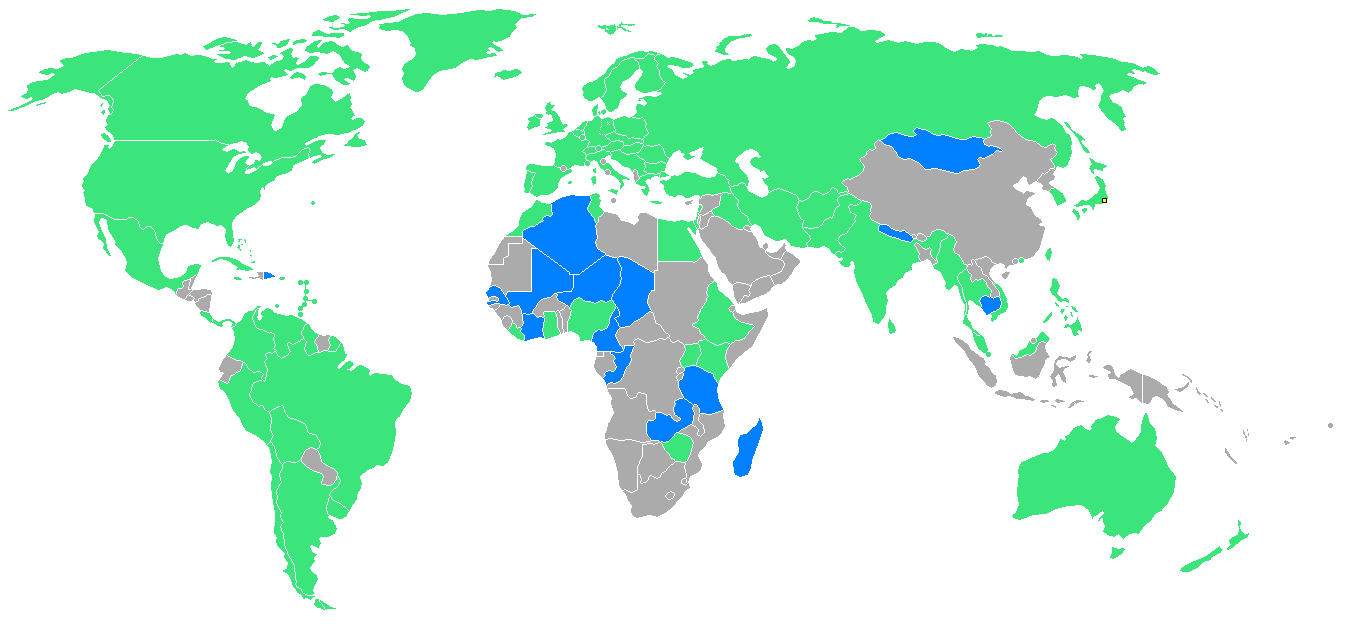
Países participantes en verde. En azul figuran los debutantes.

En esta edición participaron un total de 5151 atletas —4473 hombres y 678 mujeres— de 93 comités nacionales afiliados al Comité Olímpico Internacional. Aunque hubo 187 atletas menos respecto a Roma 1960, sí aumentó el número de países participantes. Hubo quince debutantes: Argelia, Camerún, Chad, Congo, Costa de Marfil, Madagascar, Malasia, Malí, Mongolia, Nepal, Níger, República Dominicana, Rodesia del Norte, Senegal y Tanzania —como Tanganica—. Libia estuvo a punto de participar, pero su único deportista no pudo disputar la prueba en la que estaba inscrito y no figura como debutante para el COI.
La descolonización en África tuvo protagonismo en esta edición olímpica. Rodesia del Norte —actual Zambia— declaró su independencia del Reino Unido el 24 de octubre de 1964, coincidiendo con el último día de los Juegos, por lo que el abanderado marchó en la ceremonia de clausura con la nueva bandera y un cartel de Zambia. Los atletas de Rodesia del Sur compitieron como Rodesia y no volvieron a la cita olímpica hasta Moscú 1980, ya con la denominación de Zimbabue.
Los atletas alemanes compitieron por última vez como el Equipo Unificado de Alemania. A partir de 1965, el COI permitió que Alemania Oriental participara como un equipo independiente de Alemania Occidental.

### Controversias

#### Retirada de Indonesia y Corea del Norte
Indonesia no pudo participar en los Juegos Olímpicos de 1964 por una serie de sanciones del Comité Olímpico Internacional. El origen fueron los Juegos Asiáticos de 1962, organizados en Yakarta, en los que el gobierno de Sukarno se negó a conceder visados a los atletas de la República de China y de Israel, ambos casos por motivos políticos. El veto incumplía la carta olímpica, por lo que el COI suspendió al Comité Olímpico Indonesio de la organización. Esta medida tuvo efectos colaterales en la organización de los Juegos: Juichi Tsushima y Masaji Tabata, presidente y secretario general del Comité Organizador respectivamente, dimitieron de sus cargos en desacuerdo con la decisión.
En respuesta, Indonesia organizó su propio evento multideportivo, los Juegos de las Nuevas Fuerzas Emergentes (GANEFO), que tuvo lugar del 10 al 22 de noviembre de 1963 con la participación de 51 países. El COI procedió a expulsar a Indonesia en febrero de 1963 y advirtio que los participantes en GANEFO no podrían competir en unos Juegos Olímpicos, dejando la decisión final a cada federación internacional. Por su parte, el presidente Sukarno consideraba que el COI era «una herramienta de los imperialistas y colonialistas» y defendió que la expulsión era en sí misma una medida política, pues consideraba que el COI había tomado partido por Taiwán en el conflicto de las Dos Chinas. Esta era la razón principal por la que República Popular China no competía en los Juegos Olímpicos desde 1952.
En junio de 1964, el COI readmitió a Indonesia con vistas a su participación en los Juegos Olímpicos, pero las federaciones deportivas mantuvieron las sanciones a los atletas de GANEFO. Al no poder contar con sus mejores deportistas, pues la mayoría habían participado en ese evento, Indonesia se retiró del certamen cuando su delegación ya estaba en Tokio. La medida fue apoyada por Corea del Norte, que también había mandado una delegación con atletas sancionados.

#### Exclusión de Sudáfrica
Los Juegos Olímpicos de Tokio 1964 fueron los primeros en los que Sudáfrica quedó excluida por su apoyo a las políticas racistas del apartheid. En 1962, el ministro Jan de Klerk había impulsado una ley que vetaba la presencia de los deportistas sudafricanos en eventos multirraciales, tanto dentro como fuera del país. A efectos prácticos, suponía que los deportistas de raza blanca fuesen los únicos que podían participar en las competencias deportivas internacionales. A raíz de esta prohibición se organizó un movimiento civil sudafricano, liderado por el activista Dennis Brutus, que reclamaba el veto de Sudáfrica en el movimiento olímpico. El COI dio un ultimátum al Comité Sudafricano (SANOC) para que se opusiera a esa norma e incluyera deportistas de otras razas, pero el SANOC se negó y Sudáfrica terminó siendo excluida de los Juegos. Los sudafricanos no regresaron a la cita olímpica hasta los Juegos de Barcelona 1992, cuando la abolición del apartheid era ya un hecho.

## Deportes

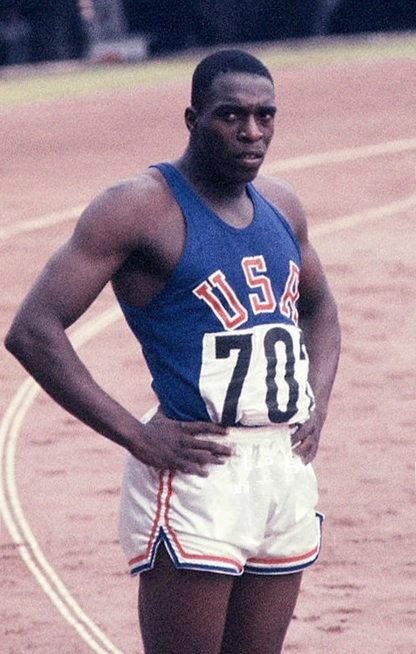
Bob Hayes igualó la plusmarca mundial de los 100 metros lisos.

El evento deportivo abarcó 163 eventos de diecinueve deportes, con un total de veinticinco disciplinas. Debutaron en el programa olímpico el judo y el voleibol: el primero no regresaría hasta los Juegos Olímpicos de Múnich 1972, mientras que el segundo consolidó su presencia. En cambio, no se celebraron pruebas de tiro con arco ni de balonmano; ambos deportes volvieron en 1972.  Además hubo dos deportes de demostración: el béisbol y el budō.

### Deportes oficiales
- Atletismo (36)
- Baloncesto (1)
- Boxeo (10)
- Ciclismo
  -  Ciclismo en pista (5)
  -  Ciclismo en ruta (2)
- Ecuestre
  -  Concurso completo (2)
  -  Doma clásica (2)
  -  Salto ecuestre (2)
- Esgrima (8)
- Fútbol (1)
- Gimnasia artística (14)
- Halterofilia (7)
- Hockey sobre césped (1)
- Judo (nuevo) (4)
- Lucha
  -  Lucha grecorromana (8)
  -  Lucha libre (8)
- Natación (18)
- Pentatlón moderno (2)
- Piragüismo en esprint (7)
- Remo (7)
- Saltos (4)
- Tiro (6)
- Vela (5)
- Voleibol (nuevo) (2)
- Waterpolo (1)

### Deportes de exhibición
- Béisbol (1)
- Budō (1)

### Calendario
| A | Apertura |  | Clasificatorias | # | Eventos finales | C | Clausura |

## Desarrollo

### Ceremonia de apertura
La ceremonia inaugural tuvo lugar el 10 de octubre de 1964 en el Estadio Olímpico de Tokio, a partir de las 13:30 horas (UTC +9), con una presentación en la que se desplegaron las banderas de todos los países participantes. Después de que el emperador Hirohito apareciese en el palco de honor y se interpretara el himno japonés, dio comienzo el desfile de atletas a las 14:00. La delegación de Grecia encabezó la marcha, cumpliendo con la tradición, y luego salieron el resto de países por orden alfabético inglés, desde Afganistán hasta Tanganica, para cerrar finalmente con Japón como delegación anfitriona.
Los discursos protocolarios corrieron a cargo de Daigoro Yasukawa, director del Comité Organizador, y de Avery Brundage, presidente del COI. Durante sus intervenciones se emitió el fragmento de una locución del barón Pierre de Coubertin en los Juegos Olímpicos de Berlín 1936. Seguidamente el emperador declaró «inaugurados los Juegos de la XVIII Olimpiada» y se produjo el traspaso de la bandera olímpica, acompañada por un espectáculo de tambores taiko, salvas de cañones y más de 12 000 globos de colores.
A las 15:03 se produjo el último relevo de la antorcha olímpica. El encargado de encender el pebetero fue Yoshinori Sakai, un atleta nacido en Hiroshima el mismo día que se produjo el bombardeo atómico de 1945. A continuación se completaron el resto de actos protocolarios: el juramento olímpico —a cargo de Takashi Ono— y la liberación de 8000 palomas como símbolo de paz. La ceremonia concluyó sobre las 15:18 horas con un espectáculo aéreo de las Fuerzas de Autodefensa en el que dibujaron sobre el cielo los anillos olímpicos.

### Deportes

#### Atletismo
El programa de atletismo se desarrolló entre el 14 y el 21 de octubre, con un total de 36 eventos —24 masculinos y 12 femeninos— en el Estadio Olímpico de Tokio. Respecto a Roma 1960, se habían incorporado dos pruebas femeninas en 400 metros lisos y pentatlón. A la conclusión del mismo se habían batido ocho plusmarcas mundiales en las finales y veintiuna marcas olímpicas en total. Tokio 1964 fue la última edición olímpica con carreras sobre una pista de atletismo de ceniza, y la primera con ocho carriles para los atletas.
En las pruebas de velocidad, el estadounidense Bob Hayes logró igualar el récord mundial de los 100 metros lisos con una marca de diez segundos. Si bien en las semifinales había conseguido bajar a los 9,9 segundos, el registro fue corregido por la velocidad del viento y se quedó finalmente en 10,4 segundos. Sus compatriotas Henry Carr y Mike Larrabee vencieron las respectivas pruebas de 200 y 400 metros, de igual modo que Hayes Jones en 110 metros vallas, Rex Cawley en 400 metros vallas, Bob Schul en 5000 metros y Billy Mills en 10 000 metros. Además, Estados Unidos también obtuvo el oro en los dos relevos —4 x 100 y 4 x 400—, ambos con récord mundial. El único atleta que discutió ese dominio fue el mediofondista neozelandés Peter Snell, vencedor de los 800 y de los 1500 metros. En la categoría femenina hubo mayor igualdad; además de los triunfos de las norteamericanas Wyomia Tyus (100 m) y Edith McGuire (200 m), la australiana Betty Cuthbert recuperó el trono en 400 m después de haber brillado en los Juegos de Melbourne 1956. La derrotada en aquella final, la británica Ann Packer, sí pudo vencer en 800 m con récord mundial.
En otras categorías, el polaco Józef Szmidt revalidó su dominio en triple salto y Al Oerter sumó el tercer oro consecutivo en lanzamiento de disco. La británica Mary Rand sacó tres medallas de la cita, entre ellas el oro con plusmarca mundial en salto de longitud. La soviética Tamara Press triunfó en disco y peso, y su hermana Irina Press se proclamó vencedora del pentatlón. Por último, Rumanía cuajó un buen papel gracias a los éxitos de Mihaela Peneș (jabalina) y Iolanda Balas (salto de altura).
En la última jornada se celebró la maratón, donde el etíope Abebe Bikila se convirtió en la primera persona que ganaba dos oros olímpicos consecutivos. Lo hizo además fijando una nueva plusmarca mundial en dos horas, doce minutos y once segundos.

#### Baloncesto
El torneo de baloncesto masculino se disputó en el anexo del Gimnasio Nacional Yoyogi del 11 al 23 de octubre, con dieciséis selecciones divididas en dos grupos y una final a cuatro por las medallas. La selección de Estados Unidos revalidó el oro con un equipo universitario conformado por futuras estrellas de la NBA como Walt Hazzard, Bill Bradley y Jeff Mullins, además de un joven Larry Brown que décadas después se convertiría en un prestigioso entrenador. Los norteamericanos derrotaron en la final a la Unión Soviética por 73:59, mientras que el tercer puesto fue para Brasil, la entonces vigente campeona mundial de la FIBA.

#### Boxeo
El nuevo pabellón Korakuen albergó los diez eventos de boxeo entre el 11 y el 23 de octubre, bajo reglamento de la Asociación Internacional de Boxeo (AIBA), con la participación de 269 púgiles. Hasta dieciséis comités distintos obtuvieron al menos una medalla, con un dominio claro de la URSS y Polonia. Por parte soviética vencieron Stanislav Stepashkin (pluma), Boris Lagutin (semimedio) y Valeri Popenchenko (medio), este último reconocido también con el trofeo Val Barker. Y por parte polaca ganaron Józef Grudzień (ligero), Jerzy Kulej (superligero) y Marian Kasprzyk (wélter). Con ambos países empatados en oros, los soviéticos lideraron el medallero al haber obtenido también cuatro platas y dos bronces.
El boxeador que más lejos llegó después de los JJ. OO. fue el estadounidense Joe Frazier, medalla de oro del peso pesado —a pesar de haberse roto un pulgar— y que con el tiempo se convirtió en una de las mayores leyendas de este deporte en el siglo XX. En el peso gallo, Takao Sakurai dio una alegría al público local con el primer oro olímpico de un boxeador japonés. Los dos últimos triunfos fueron para los italianos Fernando Atzori (mosca) y Cosimo Pinto (semipesado).

#### Ciclismo
El ciclismo en ruta se disputó en un circuito provisional en Hachiōji. Primero tuvo lugar la prueba de ruta individual —14 de octubre—, que se resolvió en el sprint final con victoria del italiano Mario Zanin sobre el danés Kjell Rodian; el bronce fue para el belga Walter Godefroot después de revisarse la foto finish. En la contrarreloj por equipos —22 de octubre—, la delegación de Países Bajos remontó en la última vuelta para subirse a lo más alto del podio, con una amplia ventaja sobre Italia y Suecia.
El ciclismo en pista se celebró en el también provisional velódromo de Hachiōji, con un programa de cinco eventos en el que debutaba la persecución individual. Italia no tuvo rival y lideró el medallero con premio en todas las pruebas, incluyendo dos oros en velocidad individual —Giovanni Pettenella— y tándem. El belga Patrick Sercu logró derrotar a Pettenella en la final de 1 km contrarreloj; el Equipo Alemán Unificado venció en persecución por equipos, y el checoslovaco Jiří Daler se impuso en la individual.

#### Ecuestre
Las competiciones ecuestres contaron con la participación de 116 jinetes de veinte delegaciones y se celebraron en tres sedes distintas. El concurso completo tuvo lugar en Karuizawa, en la prefectura de Nagano; la doma se celebró en el parque ecuestre de Setagaya, y para las pruebas de salto se reservó el Estadio Olímpico. El programa volvió a contar con seis pruebas gracias a la recuperación de la doma por equipos, ausente en Roma 1960. Aunque hubo menos participantes, en parte por el reto logístico que suponía el transporte de los caballos, la presencia de los jinetes quedó garantizada gracias a los avances en el sector aeronáutico y el desarrollo económico. Además, el concurso completo estaba abierto por primera vez a la participación de mujeres, por lo que las tres pruebas ya podían inscribir jinetes de ambos sexos.
Del 16 al 18 de octubre se disputó el concurso completo, donde Italia ganó el oro en categoría individual y por equipos. Mauro Checcoli fue el único jinete en llevarse dos preseas doradas, mientras que el argentino Carlos Alberto Moratorio logró hacerse con la plata. Entre el 22 y el 23 de octubre tuvo lugar la doma, con triunfo por un solo punto del suizo Henri Chammartin en individual y del Equipo Alemán Unificado en equipos. Y el 24 de octubre se celebró la prueba de saltos; el francés Pierre Jonquères d'Oriola, quien ya había vencido la misma prueba en Helsinki 1952, se convirtió en el primer jinete que ganaba dos oros en categoría individual; los alemanes se impusieron en la de equipos.

#### Esgrima
Los países de Europa del Este dominaron el programa de esgrima, compuesto por seis pruebas masculinas y dos femeninas al igual que en la pasada edición. En primer lugar se celebraron los combates de florete, donde el polaco Egon Franke dio la sorpresa en categoría individual y la Unión Soviética —liderada por Víktor Zhdanovich— revalidó el oro por equipos. En espada, el soviético Grigori Kriss venció la prueba individual y Hungría hizo lo propio en equipos. Por último, en sable los vencedores fueron el húngaro Tibor Pézsa (individual) y la URSS (equipos). La competencia femenina, donde solo hubo florete, si deparó una doble campeona olímpica: la húngara Ildikó Rejtő.

#### Fútbol
La victoria fue para Hungría, que logró superar imbatida las rondas previas y se impuso en la final a Checoslovaquia por 2:1. El delantero magiar Ferenc Bene marcó doce goles e impuso una plusmarca en el torneo que no ha sido superada hasta la fecha. Por otra parte, el Equipo Alemán Unificado obtuvo el bronce contra la República Árabe Unida. El fútbol contó con la participación de catorce selecciones en lugar de las dieciséis habituales porque, además de la renuncia ya conocida de Corea del Norte, la selección de Italia quedó descalificada por haber jugado las clasificatorias con profesionales.

#### Gimnasia artística

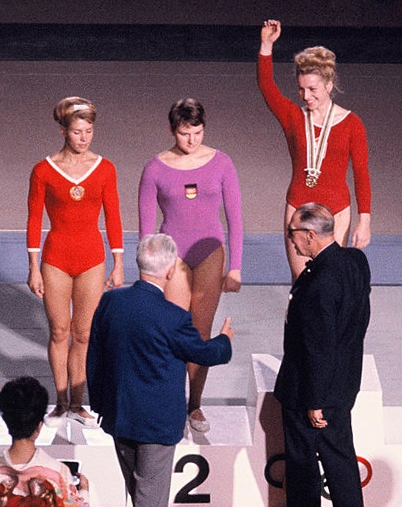
Podio del salto de potro. De izquierda a derecha: Larisa Latýnina, Birgit Radochla y Věra Čáslavská.

La gimnasia artística se celebró en el Gimnasio Metropolitano de Tokio del 11 al 19 de octubre, con la participación de 213 atletas —130 hombres y 83 mujeres— de 34 comités nacionales. No hubo cambios en el programa al mantenerse las ocho pruebas masculinas y seis femeninas. Aunque la Unión Soviética había conseguido diecinueve medallas —cuatro oros—, quedó por detrás de Japón porque los anfitriones habían conseguido cinco oros, todos ellos en categoría masculina.
Japón revalidó el oro olímpico en el concurso masculino por equipos. Uno de los miembros de ese equipo, Yukio Endō, sumó ese triunfo a los ya conseguidos en el concurso individual y en barras paralelas, mientras que sus compañeros Takuji Hayata y Haruhiro Yamashita ganaron en anillas y potro respectivamente. El soviético Borís Shajlín, que venía de haber dominado los dos últimos JJ. OO., tuvo que conformarse con la plata en concurso individual y el oro en barra fija. El yugoslavo Miroslav Cerar se impuso en caballo con arcos, y por último el italiano Franco Menichelli se hizo con el concurso de suelo que se le había resistido en 1960.
En categoría femenina hubo un intenso duelo entre la checoslovaca Věra Čáslavská y la soviética Larisa Latýnina. La gimnasta praguense, quien entonces tenía 22 años, se consagró en el escenario internacional con tres oros en el concurso individual, barra de equilibrio y salto de potro. Por otro lado, la Unión Soviética fue más fuerte en conjunto al vencer el concurso por equipos, y Latýnina se marchó de Tokio con una medalla en cada una de las seis pruebas: dos oros, dos platas y dos bronces. Por último, Polina Astájova venció en barras asimétricas.

#### Halterofilia
La Sala Pública de Shibuya acogió las siete pruebas de halterofilia con el mismo programa que en los dos últimos JJ. OO. La Unión Soviética se llevó cuatro de los siete oros en liza gracias a los triunfos de Alexei Vajonin (-56 kg), Rudolf Pliukfelder (-82.5 kg), Vladimir Golovanov (-90 kg) y Leonid Zhabotinski (+90 kg). El japonés Yoshinobu Miyake, quien había sido plata en Roma, dio una alegría al público local con su victoria en -60 kg. En el peso medio de 67,5 kg, tanto el polaco Waldemar Baszanowski como el soviético Vladimir Kaplunov superaron el récord del mundo, pero hubo desempate a favor del polaco por el pesaje. Por último, el checoslovaco Hans Zdražila igualó el récord de Viktor Kurentsov en -75 kg. En total llegaron a batirse cuatro plusmarcas mundiales y siete olímpicas.

#### Hockey sobre césped
Del 11 al 23 de octubre, el Campo de Hockey de Komazawa albergó la competencia completa de hockey sobre césped en una sede única con tres campos de juego, algo que no sucedía desde Amberes 1920. Hubo quince selecciones en lugar de las dieciséis habituales por la retirada de Indonesia. La selección de la India, que había dominado este deporte durante seis ediciones entre 1928 y 1956, logró subirse a lo más alto del podio tras vencer a Pakistán por 1:0, y se resarció así de la derrota sufrida en Roma 1960 . En la lucha por el bronce, Australia necesitó de la prórroga para derrotar a España por 3:2.

#### Judo
El judo debutaba en el programa olímpico con cuatro categorías en las que participaron 72 luchadores de 27 países, todos hombres. El recinto que acogió las pruebas fue el Nippon Budokan, que luego se convirtió en la sede de la Asociación Japonesa de Artes Marciales. En el reglamento para los combates se establecía una duración máxima de diez minutos en las fases previas y hasta quince minutos en las finales. Los anfitriones cumplieron los pronósticos en las categorías de peso con triunfos de Takehide Nakatani (ligero), Isao Okano (medio) e Isao Inokuma (pesado), pero no pudieron llevarse el oro en categoría abierta porque el neerlandés Anton Geesink, el campeón mundial en esta especialidad, derrotó en la final a Akio Kaminaga.

#### Lucha

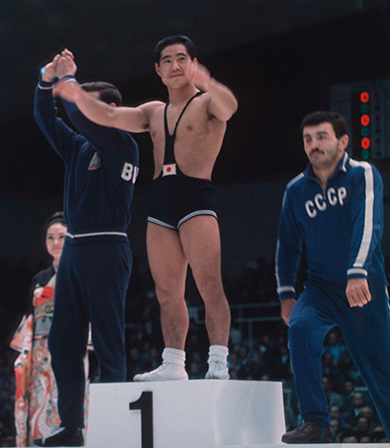
Osamu Watanabe, campeón olímpico de peso pluma.

Desde el gimnasio del Parque Olímpico de Komazawa, se mantuvo el mismo programa que en ediciones anteriores —ocho pruebas de lucha libre y ocho de grecorromana— aunque hubo cambios en el peso de algunas categorías. Japón hizo una decidida apuesta por este deporte: si en Roma 1960 tan solo habían obtenido una plata, en Tokio 1964 fueron los líderes del medallero con cinco oros y un bronce.
En lucha libre, los anfitriones Yoshikatsu Yoshida (mosca), Yojiro Uetake (gallo) y Osamu Watanabe (pluma) vencieron en las categorías de menor peso. Además, Watanabe logró su medalla sin haber concedido un solo punto. Los búlgaros Eniu Valchev y Prodan Gardzhev ganaron en ligero y medio respectivamente, mientras que el turco İsmail Ogan hizo lo propio en la final del peso wélter contra el entonces campeón mundial, Guram Sagaradze. Por último, Aleksandr Medved (semipesado) y Alexandr Ivanitski (pesado) dieron a la Unión Soviética sus dos únicos triunfos en esta modalidad.
En lucha grecorromana se produjo un resultado similar; los japoneses Tsutomu Hanahara (mosca) y Masamitsu Ichiguchi (gallo) lograron la victoria en los pesos menores. El húngaro Imre Polyák, después de tres platas olímpicas consecutivas, se hizo por fin con el oro en peso pluma, igual que su compatriota István Kozma en el peso pesado. El resto de victorias fueron para el turco Kazım Ayvaz (ligero), el soviético Anatoly Kolesov (wélter), el yugoslavo Branislav Simić (medio) y el búlgaro Boyan Radev (semipesado).

##### Natación

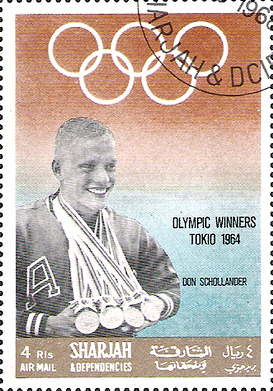
Sello emiratí de Don Schollander con los cuatro oros de Tokio 1964.

Las competencias de natación tuvieron lugar en el Gimnasio Nacional Yoyogi, con un programa de dieciocho eventos —diez masculinos y ocho femeninos— en el que participaron 405 atletas de 42 países. En total se añadieron cuatro pruebas: 400 metros estilos individual en ambos sexos, relevos de 4x100 estilos, y 200 metros mariposa. Además se batieron plusmarcas en todas las finales: once mundiales y siete olímpicas. Estados Unidos arrasó en el medallero con 29 preseas, trece de ellas de oro.
En categoría masculina el protagonista fue Don Schollander, ganador de cuatro medallas de oro en categorías libres —100 metros, 400 metros, 4x100 y 4x200—, tres de ellas con récord mundial. Su compatriota Jed Graef se impuso en los 200 metros espalda y Dick Roth lo hizo en 400 metros estilos individual. Australia fue el único país que pudo cuestionar el dominio estadounidense con tres victorias: Robert Windle —1500 m libre—, Ian O'Brien —200 m braza— y Kevin Berry —200 m mariposa—.
En las pruebas femeninas, la australiana Dawn Fraser conquistó su tercera medalla de oro consecutiva en 100 metros libres tras superar en la final a la estadounidense Sharon Stouder, quien no obstante ganó tres oros en 100 metros mariposa, 4x100 libre y 4x100 estilos. Estados Unidos repitió la hegemenía de la categoría masculina gracias a los triunfos de Ginny Duenkel —400 m libre—, Cathy Ferguson —100 m espalda— y Donna de Varona —400 m estilos—. Por último, Galina Prozumenshchikova logró el primer oro histórico de la natación soviética en 200 metros braza.

#### Pentatlón moderno
Las dos pruebas masculinas de pentatlón moderno —individual y por equipos— se disputaron del 11 al 15 de octubre en diversas sedes con el siguiente orden: salto ecuestre, esgrima, tiro, natación y carrera de campo a través. El húngaro Ferenc Török sobresalió en las pruebas de esgrima y carrera para arrebatarle el oro a los soviéticos Igor Novikov (plata) y Albert Mokeyev (bronce), quienes a priori partían como favoritos por la ausencia del campeón mundial, el magiar András Balczó. No obstante, ambos puestos ayudaron a que la URSS venciese en la modalidad por equipos con la mejor actuación global.

#### Piragüismo en esprint
El programa de piragüismo tuvo lugar en el lago Sagami de Sagamihara, a 60 km de la capital, con siete pruebas en la especialidad de aguas tranquilas. En las pruebas de kayak hubo doble victoria sueca por parte de Rolf Peterson (K1 1000 m) y Sven-Olov Sjödelius y Gunnar Utterberg (K2 2000 m), mientras que la Unión Soviética logró imponerse en K4.1000 m, la nueva prueba incorporada al programa. En canoa, los oros fueron para alemán Jürgen Eschert (C1 1000 m) y los soviéticos Andrei Jimich y Stepan Oshchepkov (C2 1000 m). En cuanto a las pruebas femeninas, donde solo hubo kayak, vencieron la rusa Liudmila Pinayeva con el primero de sus tres oros olímpicos (K1 500 m) y las alemanas Roswitha Esser y Annemarie Zimmermann (K2 500 m). Aunque Rumanía no ganó ninguna de las siete finales, fue el país que más medallas obtuvo en este deporte con dos platas y tres bronces.

#### Remo

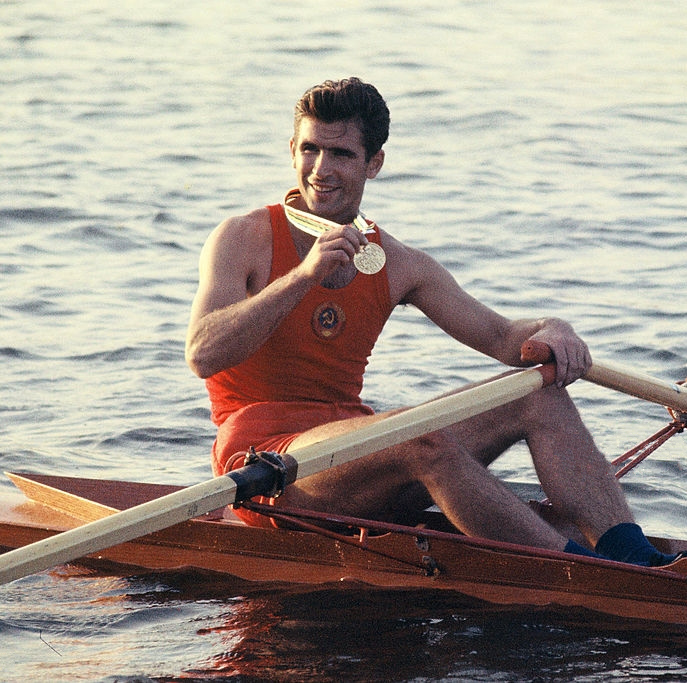
Viacheslav Ivanov ganó el tercer oro olímpico consecutivo en remo.

El canal de remo de Toda, que había sido construido originalmente para los cancelados Juegos Olímpicos de 1940, albergó siete competencias masculinas en las que participaron 370 deportistas de 27 comités. Hubo una mayor igualdad respecto a la pasada edición, pues hasta once países se llevaron al menos una medalla. La Unión Soviética venció tanto en skiff individual, donde Viacheslav Ivanov se llevó el tercer oro olímpico de su carrera, como en el skiff doble. Hubo algunas sorpresas como el triunfo de Canadá en pareja sin timonel o el de Dinamarca en cuatro sin timonel; Estados Unidos ganó ambas pruebas de pareja y remo por ocho, y Alemania —que venía de ser el país más laureado en Roma 1960— solo pudo llevarse el oro en remo por cuatro.

##### Saltos
Con el mismo programa de la edición anterior, participaron 80 clavadistas de 20 países en cuatro eventos. La categoría masculina deparó dos triunfos estadounidenses: Kenneth Sitzberger —trampolín 3 m— y Robert Webster —plataforma 10 m—. En la femenina, la alemana Ingrid Engel-Krämer revalidó su triunfo en trampolín pero tuvo que conformarse con la plata en plataforma, ya que ahí fue derrotada por la saltadora Lesley Bush.

#### Tiro
El tiro olímpico contó con la participación de 262 deportistas de 51 países, todos hombres. Se mantuvo el mismo programa de la pasada edición con dos pruebas de pistola, tres de rifle y una de foso. Tanto la pistola como el rifle tuvieron lugar en el Campo de Tiro de Asaka, mientras que el foso se celebró en Tokorozawa. Por primera vez se incluyeron marcadores electrónicos que mostraban en tiempo real las actuaciones de cada tirador.
Finlandia dominó las pruebas de pistola con los oros de Pentti Linnosvuo (rápida) y Vaino Markkanen (libre). En rifle, los estadounidenses mostraron un mejor desempeño con los triunfos en rifle de tres posiciones de Gary Anderson (50 m) y Lones Wigger (300 m), ambos con plusmarca mundial. Wigger también estuvo cerca de vencer la prueba de posición tendido, pero hubo de conformarse con la plata al ser derrotado por el húngaro Laszlo Hammerl, quien tenía mejor puntuación en el desempate. En el foso olímpico, el italiano Ennio Mattarelli logró subirse a lo más alto del podio.

#### Vela
La organización mantuvo el mismo programa de cinco pruebas que hubo en la pasada edición, algo inédito en la historia de los JJ. OO., aunque sí hubo cambios en el sistema de calificación: en cada evento se celebraban siete carreras, y se tendrían en cuenta las seis mejores puntuaciones. Desde un nuevo puerto marítimo en Enoshima, en el entorno de la bahía de Sagami, participaron 233 deportistas de 40 países.
Hubo ganadores de cinco países distintos. El alemán Wilhelm Kuhweide se llevó el oro en finn, la única categoría individual. En las pruebas por equipos vencieron Nueva Zelanda (Flying Dutchman), Dinamarca (Dragon), Australia (5.5 Metre) y Bahamas (Star). El oro bahameño, ganado por Durward Knowles y Cecil Cooke, era además el primero en la historia del archipiélago caribeño. Aunque Estados Unidos no venció ninguna prueba, sí fue el país que más preseas obtuvo en la competición —dos platas y tres bronces—.

#### Voleibol

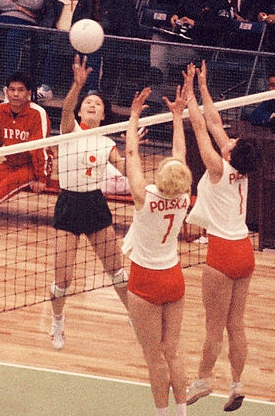
Salto de Yuriko Handa en el partido entre Japón y Polonia.

Bajo reglamento de la Federación Internacional de Voleibol (FIVB), debutaba en el programa olímpico como el primer deporte de equipo con categorías en ambos sexos: el torneo masculino contó con la participación de diez selecciones, mientras que en el femenino solo hubo seis. En ambos casos se apostó por una liguilla con medallas en función de la posición final. Todos los partidos se celebraron en la pista de voleibol del Parque Olímpico de Komazawa y en el Gimnasio Cultural de Yokohama.
En categoría masculina, la Unión Soviética llegaba como campeona mundial y sufrió más de lo esperado para alcanzar el primer lugar, por delante de Checoslovaquia (plata) y Japón (bronce). Y en la femenina, las anfitrionas terminaron invictas para llevarse la medalla de oro por delante de la URSS (plata) y Polonia (bronce). Aquella selección japonesa, dirigida por Hirofumi Daimatsu, estaba compuesta por las empleadas de una fábrica textil de Osaka que habían sido sometidas a un entrenamiento intensivo durante años, y contaba con Masae Kasai como capitana.

##### Waterpolo
El torneo masculino contó con la participación de trece selecciones y un sistema de eliminatorias por grupos del que se prescindió en México 1968. En el grupo final, compuesto por cuatro equipos, las selecciones de Hungría y Yugoslavia habían llegado empatadas a puntos, pero los magiares se llevaron la medalla de oro gracias a una diferencia de goles mayor. De este modo, Dezső Gyarmati cerraba su ciclo olímpico como el deportista más condecorado en la historia del waterpolo. El bronce fue para la Unión Soviética.

#### Deportes de exhibición
Los deportes de exhibición elegidos por el Comité Organizador fueron el béisbol y una selección de artes marciales japonesas.
El béisbol había sido incluido por quinta ocasión como deporte de exhibición —no sería olímpico hasta 1992— y en la época era el deporte de equipo más popular en Japón. El 11 de octubre de 1964, el estadio Meiji Jingu acogió un partido de exhibición entre Estados Unidos y Japón. Los norteamericanos enviaron una selección compuesta por jugadores universitarios, mientras que los anfitriones participaron con estudiantes y jugadores amateur. Más de 50 000 espectadores presenciaron el triunfo de Estados Unidos por 6:2. Cuatro días después, el 15 de octubre, el Nippon Budokan acogió una exhibición de kendo, kyūdō y sumo.

### Ceremonia de clausura
La ceremonia de clausura tuvo lugar el 24 de octubre de 1964 en el Estadio Olímpico, a las pocas horas de haber terminado la prueba de salto ecuestre. El emperador entró en el palco de autoridades a las 16:40 horas, y veinte minutos más tarde tuvo lugar el desfile de banderas, en el que los atletas que aún quedaban en Tokio marcharon juntos y sin separación, como venía sucediendo desde Melbourne 1956. Después de completarse los actos protocolarios, Avery Brundage clausuró el evento: «Declaro finalizados los Juegos de la XVIII Olimpiada e invito a la juventud del mundo a reunirse, en cuatro años, en México, para la celebración de los Juegos de la XIX Olimpiada».
Con el arriado de la bandera olímpica por parte del Ejército de Autodefensa, las luces del estadio se apagaron para mostrar con mejor detalle cómo se extinguía el fuego olímpico. Poco después un coro empezó a interpretar Auld Lang Syne, una tradicional canción de despedida muy arraigada en Japón, mientras el público sujetaba velas encendidas y el cielo de Tokio se iluminaba con fuegos artificiales.

## Medallero
Un total de cuarenta y un países obtuvieron medalla en estos Juegos Olímpicos. Estados Unidos lideró el medallero con 90 metales (36 oros), lo que suponía un crecimiento significativo respecto a las 71 de la pasada edición. Sin embargo, la Unión Soviética había obtenido más preseas, un total de 96. El país organizador, Japón, firmó la mejor actuación de su carrera olímpica con 29 medallas (16 oros). Por último, el Equipo Unificado Alemán obtuvo cincuenta medallas.

Entre los países de habla hispana solo hubo cuatro que consiguieron una medalla: una plata para Argentina —Carlos A. Moratorio, equitación— y para Cuba —Enrique Figuerola, 100 metros lisos—, y un bronce para México —Juan Fabila, boxeo— y Uruguay —Washington Rodríguez, boxeo—.
| Núm. | País                          | Oro | Plata | Bronce | Total |
| ---- | ----------------------------- | --- | ----- | ------ | ----- |
| 1    | Estados Unidos (USA)          | 36  | 26    | 28     | 90    |
| 2    | Unión Soviética (URS)         | 30  | 31    | 35     | 96    |
| 3    | Japón (JPN)                   | 16  | 5     | 8      | 29    |
| 4    | Equipo Alemán Unificado (EUA) | 10  | 22    | 18     | 50    |
| 5    | Italia (ITA)                  | 10  | 10    | 7      | 27    |
| 6    | Hungría (HUN)                 | 10  | 7     | 5      | 22    |
| 7    | Polonia (POL)                 | 7   | 6     | 10     | 23    |
| 8    | Australia (AUS)               | 6   | 2     | 10     | 18    |
| 9    | Checoslovaquia (TCH)          | 5   | 6     | 3      | 14    |
| 10   | Reino Unido (GBR)             | 4   | 12    | 2      | 18    |

### Múltiples medallistas
| Atleta          | País            | Deporte  | Gold | Silber | Bronze | Total |
| Don Schollander | Estados Unidos  | Natación | 4    | 0      | 0      | 4     |
| Věra Čáslavská  | Checoslovaquia  | Gimnasia | 3    | 1      | 0      | 4     |
| Yukio Endō      | Japón           | Gimnasia | 3    | 1      | 0      | 4     |
| Sharon Stouder  | Estados Unidos  | Natación | 3    | 1      | 0      | 4     |
| Steve Clark     | Estados Unidos  | Natación | 3    | 0      | 0      | 3     |
| Larisa Latýnina | Unión Soviética | Gimnasia | 2    | 2      | 2      | 6     |
| Polina Astájova | Unión Soviética | Gimnasia | 2    | 1      | 1      | 4     |
| Kathleen Ellis  | Estados Unidos  | Natación | 2    | 0      | 2      | 4     |

## Legado

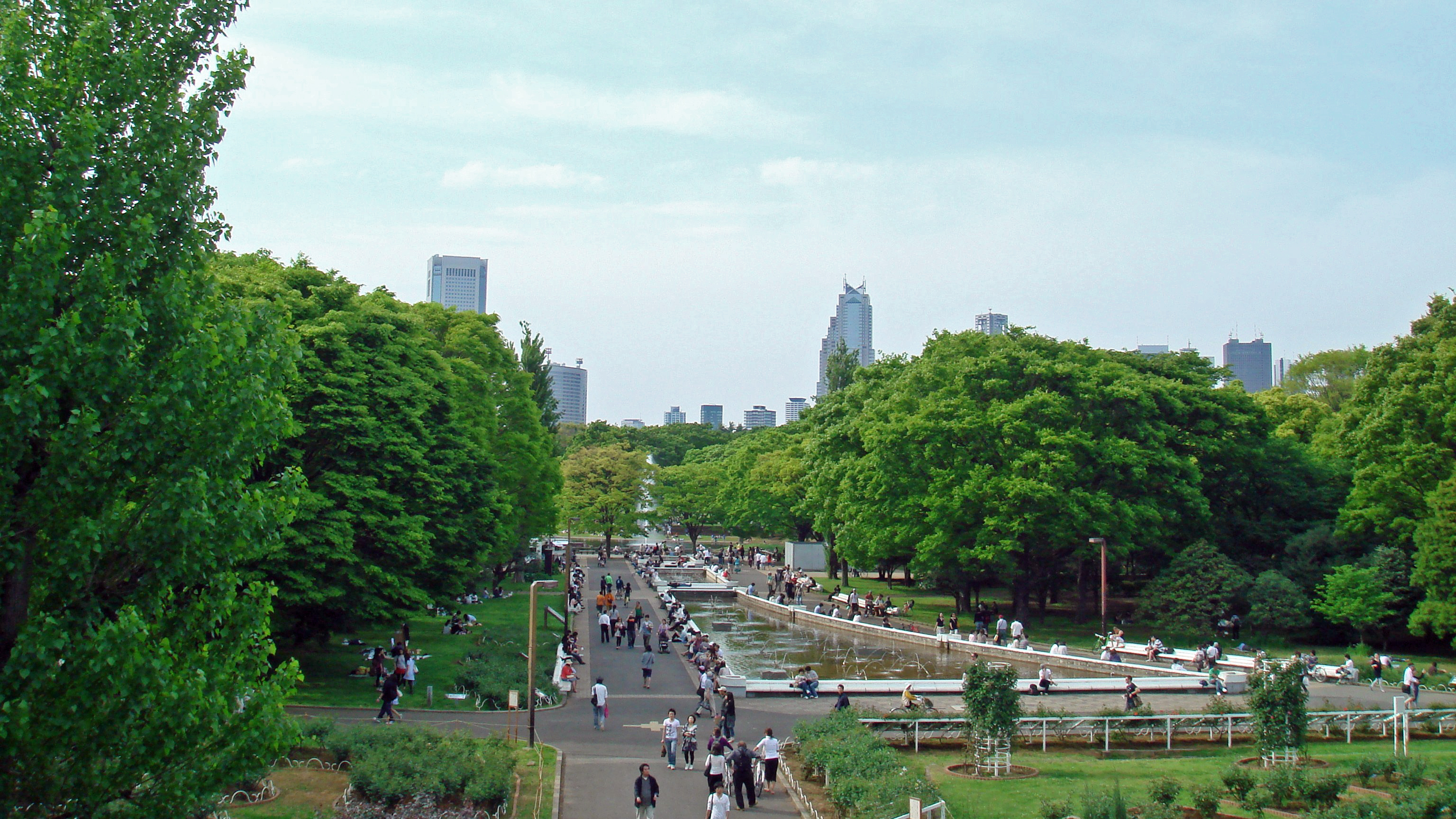
Entrada del parque Yoyogi, construido sobre la antigua Villa Olímpica de 1964.

En términos generales, se considera que los Juegos Olímpicos de Tokio 1964 fueron un éxito organizativo que aumentó el prestigio internacional de Japón, al punto de dar paso al llamado «milagro económico japonés» que la impulsó como la mayor potencia asiática de la segunda mitad del siglo XX. El gobierno aprovechó la concesión del evento para avanzar su plan de reconstrucción nacional y abrirse al resto del mundo. Las medidas no se limitaron al deporte: hubo una mejora generalizada de la red de carreteras del área metropolitana, se reconstruyeron numerosos barrios de Tokio, se remodeló tanto el puerto como la red de alcantarillado, y se inauguraron transportes como el monorrail de Tokio o la primera línea de tren de alta velocidad. Según el Comité Olímpico Internacional, la organización del evento ayudó a «crear una percepción global de Japón como una nación pacífica, democrática y tecnológicamente avanzada».
Durante el evento hubo numerosos avances tecnológicos. Los Juegos de Tokio 1964 fueron los primeros transmitidos en televisión por satélite en directo, si bien esa cobertura estaba limitada a algunas pruebas. Se implementaron novedades en las retransmisiones como micrófonos a pie de pista, repeticiones en cámara lenta, una foto finish mejorada, y marcas en tiempo real mediante computadoras. La relojera Seiko se convirtió en el cronometrador oficial de los Juegos Olímpicos, y utilizó por primera vez relojes de cuarzo para medir los tiempos con mayor exactitud. Esta tecnología no se empleó en relojes de pulsera hasta 1969.
Buena parte de las infraestructuras, tales como el Gimnasio Nacional Yoyogi o el Nippon Budokan, han sido reutilizadas en los Juegos Olímpicos de Tokio 2020. El Estadio Olímpico de Tokio fue demolido en 2015 para construir un nuevo recinto en la misma ubicación, cuya inauguración tuvo lugar en 2019. La Villa Olímpica de Yoyogi, de carácter temporal, se desmanteló al término de los JJ. OO. para levantar el parque Yoyogi —de 54 hectáreas— en pleno distrito de Shibuya.
A nivel deportivo se establecieron 41 plusmarcas mundiales y 365 marcas olímpicas. En atletismo se batieron o igualaron 15 récords mundiales, entre ellos los 100 metros lisos que Bob Hayes igualó en diez segundos. Cuatro años más tarde, en México 1968, el velocista Jim Hines logró romper esa barrera por primera vez en la historia. El resto de deportes donde se superaron plusmarcas mundiales fueron la natación (19), la halterofilia (6) y el tiro deportivo (5).
El Comité Olímpico Japonés impulso la Asociación Japonesa de Clubes Deportivos Juveniles, que condujo a la creación de equipos en distintas disciplinas y a una renovación de las instalaciones en todo el país. También se produjo una apuesta generalizada del deporte base como actividad extraescolar. No obstante, el deporte profesional no experimentó grandes cambios hasta la década de 1990 porque la mayoría de los clubes sénior pertenecían a grandes empresas. Además de la Liga Japonesa de Béisbol, que era el único campeonato profesional del país, en 1965 se fundó la Japan Soccer League, una liga semiprofesional de fútbol. Japón ha asumido desde entonces la organización de eventos internacionales como dos Juegos Olímpicos de Invierno —Sapporo 1972 y Nagano 1998—, la Copa Intercontinental, el Gran Premio de Japón y numerosos campeonatos mundiales en distintas disciplinas. Tokio repitió como sede de verano en los Juegos de la XXXII Olimpiada.